# Sršići (Ozaly)
 Sršići  falu Horvátországban, a Károlyváros megyében. Közigazgatásilag Ozalyhoz tartozik.

## Fekvése
Károlyvárostól 25 km-re, községközpontjától 11 km-re északnyugatra, a Zsumberki-hegységben fekszik.

## Története
Nevét egykori birtokosáról a Sršić családról kapta. 1857-ben 48, 1910-ben 48 lakosa volt. A trianoni békeszerződésig Zágráb vármegye Jaskai járásához tartozott. 2011-ben 6 lakosa volt. A vivodinai plébániához tartoztak.

## Lakosság
| Lakosság változása | Lakosság változása | Lakosság változása | Lakosság változása | Lakosság változása | Lakosság változása | Lakosság változása | Lakosság változása | Lakosság változása | Lakosság változása | Lakosság változása | Lakosság változása | Lakosság változása | Lakosság változása | Lakosság változása | Lakosság változása |
| ------------------ | ------------------ | ------------------ | ------------------ | ------------------ | ------------------ | ------------------ | ------------------ | ------------------ | ------------------ | ------------------ | ------------------ | ------------------ | ------------------ | ------------------ | ------------------ |
| 1857               | 1869               | 1880               | 1890               | 1900               | 1910               | 1921               | 1931               | 1948               | 1953               | 1961               | 1971               | 1981               | 1991               | 2001               | 2011               |
| 48                 | 61                 | 70                 | 54                 | 44                 | 48                 | 52                 | 70                 | 53                 | 43                 | 39                 | 44                 | 29                 | 25                 | 9                  | 6                  |